# Der Mann mit dem Goldhelm
Der Mann mit dem Goldhelm ist ein Porträt aus dem Umkreis des niederländischen Malers Rembrandt van Rijn, das lange Zeit für ein Original Rembrandts gehalten wurde. Es wird als Eigentum des Kaiser Friedrich-Museums-Vereins in der Gemäldegalerie Berlin ausgestellt.

## Beschreibung
Das Bild, eine sogenannte Tronie, zeigt den Kopf und Brustpartie eines älteren Mannes mit einer Halsberge und einem auffallend leuchtenden, goldfarbenen Helm auf dem Kopf vor einem dunklen Hintergrund.
Der Helm ist durch Farbe und Licht sowie den pastosen Auftrag der beherrschende Bildgegenstand, der sich gegen das leicht verschattete Gesicht und den dunklen Hintergrund deutlich heraushebt.

## Deutung
Bei dem Dargestellten handelt es sich nicht, wie oft vermutet, um Rembrandts Bruder Adriaen. Nichtsdestoweniger begegnet das Gesicht des Mannes in mehreren Werken der Rembrandt-Schule, etwa beim Brustbild eines alten Mannes im Mauritshuis, Den Haag, oder einem ähnlichen Porträt im Besitz des Louvre. Wolfgang Schöne interpretiert das Gemälde als allegorische Darstellung des Kriegsgottes Mars oder des römischen Soldaten Longinus, der Jesus am Kreuz die Lanze in die Seite gestoßen haben soll und als Heiliger verehrt wird. Arnold Houbraken erwähnt ein solches Gemälde des Rembrandt-Schülers Heyman Dullaert, das in Amsterdam als echter Rembrandt verkauft worden sei.

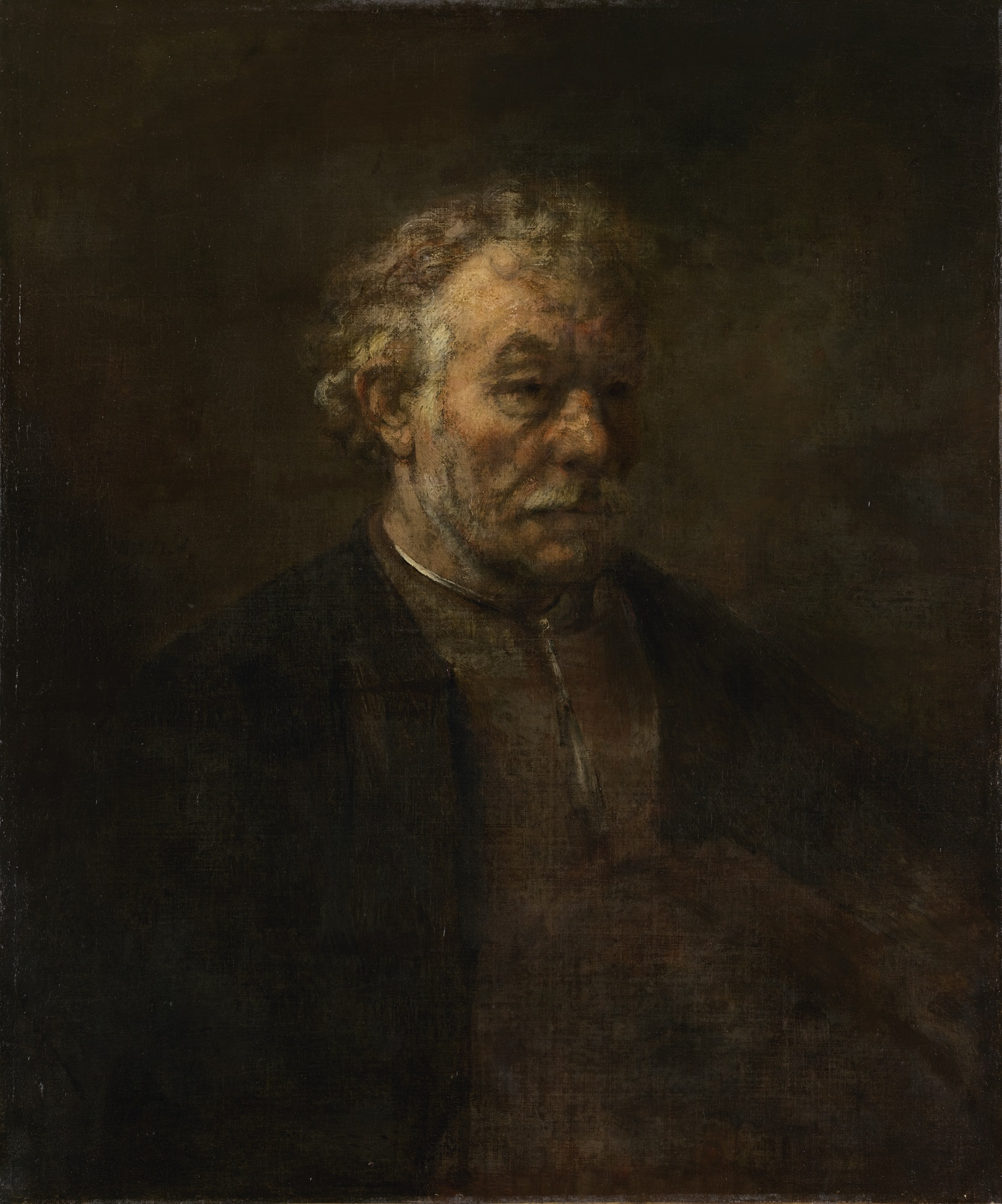
Rembrandt-Schule um 1650, Bildnis eines älteren Mannes (ehemals wohl fälschlich als Rembrandts Bruder Adriaen identifiziert, in ausgeprägtem Galerieton), Mauritshuis Den Haag.

Anzumerken ist, dass für die Betrachter des späten 17. Jahrhunderts der Helm aus dem späten 16. Jahrhundert bereits als Antiquität galt. Dies legt den Schluss nahe, dass die porträtierte Person als Krieger der Vergangenheit gedacht war, dessen Prunkhelm ein Zeichen seines hohen Rangs war.
Es fällt auf, dass das Attribut zum eigentlichen Hauptmotiv des Bildes wurde; der Dargestellte bleibt anonym. So charakterisierte Abraham Bredius das Bild als „meisterhaftes Stillleben eines Helmes“. Wilhelm von Bode war der Ansicht, das Motiv sei „von Rembrandt nur dazu erfunden, um Ausdruck und Charakter des Kopfes noch zu heben“.

## Maler
Das Gemälde, das im 18. oder frühen 19. Jahrhundert beschnitten und erstmals großflächig restauriert wurde, weist keine heute erkennbare Signatur auf. Der Kaiser-Friedrich-Museums-Verein erwarb es 1897 für die Gemäldegalerie Berlin als eigenhändiges Werk Rembrandts, nachdem es Anfang der 1890er Jahre aus der Schweizer Privatsammlung De Boccard (Freiburg) im Britischen Kunsthandel aufgetaucht war. Wahrscheinlich stammt es ursprünglich aus dem persönlichen Nachlass des Kölner Erzbischofs Clemens August. Schon damals gab es skeptische Stimmen bezüglich der Authentizität, etwa durch Cornelis Hofstede de Groot und Abraham Bredius. Nicht zuletzt durch eine zweite umfangreiche Restaurierung, die die Farbigkeit des Bildes durch einen ockerfarbenen Firnis zugunsten eines künstlich erzeugten Galerietons stark verfälschte, gelang es Bode zu Beginn des 20. Jahrhunderts, die Fachwelt von der Urheberschaft Rembrandts zu überzeugen. Nach dem Zweiten Weltkrieg äußerte Werner Sumowski 1957 erstmals erneute Zweifel, die sich in den 1970er Jahren im Rahmen des 1968 gestarteten „Rembrandt Research Projects“ und einer restauratorischen Untersuchung Mitte der 1980er Jahre bestätigten. Daran schloss sich eine dritte umfassende Restaurierung bis 1993 an, die vor allem darauf abzielte, das Gemälde seiner ursprünglichen Farbigkeit wieder anzunähern.
Der Mann mit dem Goldhelm wird seit 1986 nicht mehr Rembrandt zugeschrieben. Ernst van de Wetering berichtete im Tagesspiegel über die Neubewertung dieses Bildes und die Reaktionen darauf: 

„Auch für uns war es ein fester Bestandteil im allgemeinen Rembrandt-Bild. Als das Gemälde dann in der Restaurierungswerkstatt aus dem Rahmen genommen wurde, fielen uns fast die Augen aus dem Kopf. Wir hielten eine Abschreibung zunächst für völlig unmöglich und haben jahrelang geschwiegen, denn bis zur Niederschrift in den Forschungsbänden waren unsere Erkenntnisse nur vorläufige Urteile.“

Es stellte sich heraus, dass das Gemälde ringsum beschnitten war und große Bereiche von Restauratoren ergänzt oder übermalt wurden, überwiegend im Gesicht.
Die Echtheitsfragen werden kontrovers diskutiert und rufen heftige Reaktionen hervor. Oft hätten die Mitarbeiter des „Rembrandt Research Projects“ zu hören bekommen:

„Ihr stehlt, ihr vernichtet das Kapital der Besitzer. Die Menschen hatten das Gefühl, dass wir ihnen etwas wegnehmen würden.“

Eine Neuzuschreibung des Bildes wurde oft versucht. Dabei wurden Carel van den Pluym und Heyman Dullaert als Maler in die Debatte gebracht. Auch der Augsburger Maler Johann Ulrich Mayr, der um 1648/1649 in der Werkstatt Rembrandts tätig war, wurde in Erwägung gezogen, da der Helm als Werk Augsburger Waffenschmiede erkannt wurde. Es ist aber auch nicht auszuschließen, dass der Maler des Goldhelms nicht dem engeren Kreis, sondern dem weiteren Umkreis Rembrandts angehörte.
Der Berliner Kunsthistoriker Werner Busch stellte fest, dass nach den Statuten des 17. Jahrhunderts „der Meister das Recht hatte, alles in seinem Atelier Gefertigte unter seinem Namen zu verkaufen“. Das erklärt auch, dass es Werke mit Rembrandts Signatur gibt, an die er so gut wie gar nicht Hand angelegt hatte:

„Es gibt Rembrandt-Bilder, die sind rembrandtischer als Rembrandt selbst – wie der Mann mit dem Goldhelm in Berlin. Sein dickes Impasto, das potenzierten Glanz produziert, treibt ein rembrandtsches Prinzip über sich selbst hinaus. Eben deswegen konnte das Bild so berühmt werden, es war für eine bestimmte Zeit der Inbegriff von Rembrandt, ohne von Rembrandt zu sein.“

Das Gemälde wurde zunächst im Alten Museum ausgestellt, von 1904 an im neu erbauten Kaiser-Friedrich-Museum. 1939 wurde es wegen des Krieges magaziniert und 1945 in das Salzbergwerk Kaiseroda ausgelagert. Von hier überstellte es die US-Armee über Frankfurt am Main nach Wiesbaden, von wo aus es mit etwa 150–200 anderen bedeutenden Gemälden nach Washington verbracht und dann auf Tournee durch verschiedene Metropolen der USA geschickt wurde. 1949 kam es zurück zum Central Collecting Point Wiesbaden, von wo aus es 1953 an die Gemäldegalerie Berlin-Dahlem in West-Berlin überwiesen wurde. Nach einem Intermezzo in der Gemäldegalerie des Kulturforums Berlin (1988–2001) wird es nunmehr in der Alten Nationalgalerie ausgestellt.
Seit dem Erwerb und der öffentlichen Ausstellung in Berlin war das Bild äußerst populär. Kunstdrucke und Umsetzungen in andere Medien (z. B. als Stickerei) waren weit verbreitet und schmückten viele Wohnungen. Seit es nicht mehr als Werk Rembrandts gilt, hat die Bekanntheit des Bildes nachgelassen, obwohl es sich dabei durchaus um ein qualitätvolles Werk handelt, wie Martin Warnke feststellte.